# Lijst van brutoformules I
Dit lemma is onderdeel van de lijst van brutoformules. Dit lemma behandelt de brutoformules van I (jood) tot Ir (iridium).

## I
| Brutoformule                       | Gewone formule                             | Naam |
| ---------------------------------- | ------------------------------------------ | --- |
| {\displaystyle {\ce {I}}}          | {\displaystyle {\ce {I}}}                  | Jood |
| {\displaystyle {\ce {I}}}-isotopen | {\displaystyle {\ce {I}}}                  | 108I · 109I · 110I · 111I · 112I · 113I · 114I · 115I · 116I · 117I 118I · 119I · 120I · 121I · 122I · 123I · 124I · 125I · 126I · 127I 128I · 129I · 130I · 131I · 132I · 133I · 134I · 135I · 136I · 137I 138I · 139I · 140I · 141I · 142I · 143I · 144I |
| {\displaystyle {\ce {IIn}}}        | {\displaystyle {\ce {InI}}}                | Indium(I)jodide ~ als indiumhalogenide |
| {\displaystyle {\ce {IK}}}         | {\displaystyle {\ce {KI}}}                 | Kaliumjodide |
| {\displaystyle {\ce {IKO3}}}       | {\displaystyle {\ce {KIO3}}}               | Kaliumjodaat |
| {\displaystyle {\ce {IKO4}}}       | {\displaystyle {\ce {KIO4}}}               | Kaliumperjodaat ~ ook wel: kaliummetaperjodaat |
| {\displaystyle {\ce {ILi}}}        | {\displaystyle {\ce {LiI}}}                | Lithiumjodide |
| {\displaystyle {\ce {INa}}}        | {\displaystyle {\ce {NaI}}}                | Natriumjodide Ionaire binding in ~ |
| {\displaystyle {\ce {INaO3}}}      | {\displaystyle {\ce {NaIO3}}}              | Natriumjodaat |
| {\displaystyle {\ce {INaO4}}}      | {\displaystyle {\ce {NaIO4}}}              | Natriumperjodaat ~ ook wel: natriummetaperjodaat |
| {\displaystyle {\ce {INa5O6}}}     | {\displaystyle {\ce {Na5IO6}}}             | Natriumorthoperjodaat ~ als natriumperjodaat |
| {\displaystyle {\ce {IO}}}         | {\displaystyle {\ce {IO-}}}                | Hypojodiet |
| {\displaystyle {\ce {IO2}}}        | {\displaystyle {\ce {IO2-}}}               | Jodiet |
| {\displaystyle {\ce {IO3}}}        | {\displaystyle {\ce {IO3-}}}               | Jodaat |
| {\displaystyle {\ce {IO4}}}        | {\displaystyle {\ce {IO4-}}}               | Metaperjodaat ~ als perjodaat |
| {\displaystyle {\ce {IO6}}}        | {\displaystyle {\ce {IO6^{5-}}}}           | Orthoperjodaat ~ als perjodaat |
| {\displaystyle {\ce {IRb}}}        | {\displaystyle {\ce {RbI}}}                | Rubidiumjodide |
| {\displaystyle {\ce {I2}}}         | {\displaystyle {\ce {I2}}}                 | Di-jood |
| {\displaystyle {\ce {I2In}}}       | {\displaystyle {\ce {In^{I}[In^{III}I4]}}} | Indium(I)(tetrajodo-indiumaat(III)) ~ als indiumhalogenide |
| {\displaystyle {\ce {I2Mg}}}       | {\displaystyle {\ce {MgI2}}}               | Magnesiumjodide |
| {\displaystyle {\ce {I2Pd}}}       | {\displaystyle {\ce {PdI2}}}               | Palladium(II)jodide |
| {\displaystyle {\ce {I2Sm}}}       | {\displaystyle {\ce {SmI2}}}               | Samarium(II)jodide |
| {\displaystyle {\ce {I2Sr}}}       | {\displaystyle {\ce {SrI2}}}               | Strontiumjodide |
| {\displaystyle {\ce {I2Zn}}}       | {\displaystyle {\ce {ZnI2}}}               | Zinkjodide |
| {\displaystyle {\ce {I3In}}}       | {\displaystyle {\ce {InI3}}}               | Indium(III)jodide ~ als indiumhalogenide |
| {\displaystyle {\ce {I3La}}}       | {\displaystyle {\ce {LaI3}}}               | Lanthaniumjodide ~ uit lanthanium en jood |
| {\displaystyle {\ce {I3N}}}        | {\displaystyle {\ce {NI3}}}                | Tri-joodnitride ~ ook wel: joodstikstof; stikstoftrijodide |
| {\displaystyle {\ce {I3P}}}        | {\displaystyle {\ce {PI3}}}                | Fosfortri-jodide ~ ook wel: fosfortrijodide |
| {\displaystyle {\ce {I3Rh}}}       | {\displaystyle {\ce {RhI3}}}               | Rodium(III)jodide |
| {\displaystyle {\ce {I3Sb}}}       | {\displaystyle {\ce {SbI3}}}               | Antimoon(III)jodide |
| {\displaystyle {\ce {I3Sm}}}       | {\displaystyle {\ce {SmI3}}}               | Samarium(III)jodide ~ in synthese samarium(II)jodide |
| {\displaystyle {\ce {I3Tb}}}       | {\displaystyle {\ce {TbI3}}}               | Terbium(III)jodide |
| {\displaystyle {\ce {I3V}}}        | {\displaystyle {\ce {VI3}}}                | Vanadium(III)jodide |
| {\displaystyle {\ce {I4In2}}}      | {\displaystyle {\ce {In^{I}[In^{III}I4]}}} | Indium(I)(tetrajodo-indiaat(III)) ~ als indiumhalogenide |
| {\displaystyle {\ce {I4Te}}}       | {\displaystyle {\ce {TeI4}}}               | Telluurtetrajodide |
| {\displaystyle {\ce {I4Th}}}       | {\displaystyle {\ce {ThI4}}}               | Thorium(IV)jodide |

## In
| Brutoformule                        | Gewone formule                | Naam |
| ----------------------------------- | ----------------------------- | --- |
| {\displaystyle {\ce {In}}}          | {\displaystyle {\ce {In}}}    | Indium |
| {\displaystyle {\ce {In}}}-isotopen | {\displaystyle {\ce {In}}}    | 97In · 98In · 99In · 100In · 101In · 102In · 103In · 104In · 105In · 106In 107In · 108In · 109In · 110In · 111In · 112In · 113In · 114In · 115In · 116In 117In · 118In · 119In · 120In · 121In · 122In · 123In · 124In · 125In · 126In 127In · 128In · 129In · 130In · 131In · 132In · 133In · 134In · 135In |
| {\displaystyle {\ce {InP}}}         | {\displaystyle {\ce {InP}}}   | Indiumfosfide ~ als fosfide |
| {\displaystyle {\ce {InSb}}}        | {\displaystyle {\ce {InSb}}}  | Indiumantimonide |
| {\displaystyle {\ce {In2O3}}}       | {\displaystyle {\ce {In2O3}}} | Indiumoxide ~ in indiumtinoxide ~ in synthese Indium(III)fluoride |

## Ir
| Brutoformule                        | Gewone formule               | Naam |
| ----------------------------------- | ---------------------------- | --- |
| {\displaystyle {\ce {Ir}}}          | {\displaystyle {\ce {Ir}}}   | Iridium |
| {\displaystyle {\ce {Ir}}}          | {\displaystyle {\ce {Ir}}}   | Isotopen van iridium 164Ir · 165Ir · 166Ir · 167Ir · 168Ir · 169Ir · 170Ir · 171Ir · 172Ir · 173Ir 174Ir · 175Ir · 176Ir · 177Ir · 178Ir · 179Ir · 180Ir · 181Ir · 182Ir · 183Ir 184Ir · 185Ir · 186Ir · 187Ir · 188Ir · 189Ir · 190Ir · 191Ir · 192Ir · 193Ir 194Ir · 195Ir · 196Ir · 197Ir · 198Ir · 199Ir |
| {\displaystyle {\ce {Ir}}}mineralen | {\displaystyle {\ce {Ir}}}   | Iridiumhoudend mineraal |
| {\displaystyle {\ce {IrO2}}}        | {\displaystyle {\ce {IrO2}}} | Iridium(IV)oxide |